# Kępczowice
Kępczowice (niem. Kempczowitz) – niestandaryzowana nazwa części wsi Zbrosławice, w gminie Zbrosławice, powiecie tarnogórskim i województwie śląskim.
Miejscowość znajduje się w zachodniej i południowo-zachodniej części dzisiejszych Zbrosławic, wzdłuż ulic Wolności (odcinek nr 19–57 i 20–48), Polnej, Ogrodowej i sąsiednich, obejmując tereny między Kolonią Wilkowice (na północy) a Glinicami (na południu).

## Historia
Dawna wieś założona w wiekach średnich w kasztelanii toszeckiej, prawdopodobnie starsza niż Zbrosławice. Johannes Chrząszcz datuje ją na 1256 jako wieś uiszczającą dziesięcinę w zbożu na rzecz proboszcza pyskowickiego. Podany przez niego rok nie jest jednak pewny. Do 1928 samodzielna wieś (gmina jednostkowa) oraz obszar dworski. 
W 1818 utraciły administracyjny związek z Toszkiem i Gliwicami, kiedy to zostały przyłączone do powiatu bytomskiego na Górnym Śląsku, a po jego podziale w 1873 znalazły się w powiecie tarnogórskim. W 1885 gmina liczyła 276 mieszkańców a obszar dworski 97 osób. Po podziale powiatu bytomskiego w 1922 granicą państwową, Kępczowice pozostały przy Niemczech, wchodząc najpierw w skład szczątkowego powiatu tarnogórskiego (Restkreis Tarnowitz), a od 1 stycznia 1927 w skład powiatu Beuthen-Tarnowitz. 30 września 1928 zlikwidowano zarówno gminę jak i obszar dworski Kępczowice, włączając je do gminy jednostkowej Zbrosławice. 
Podczas II wojny światowej, administracja III Rzeszy połączyła  1 października 1936 gminy Zbrosławice (z Kępczowicami) i Ptakowice w nową gminę o nazwie Dramatal ('dolina Dramy'), likwidując jednocześnie tradycyjne nazwy polskiego pochodzenia Ptakowitz (wieś), Broslawitz (wieś) i Kempczowitz (część wsi), przy czym  wieś Zbrosławice z Kępczowicami otrzymały niemiecką nazwę Dramatal-West ('zachodnia dolina Dramy'). Po wojnie, już w Polsce, pozostawiono Kępczowice jako część wsi Zbrosławice.

## Gospodarka i turystyka
W Kępczowicach funkcjonuje Dom Pomocy Społecznej prowadzony  przez OO. Kamilianów, Ośrodek Jeździecki Zbrosławice i pensjonat dla koni Stajnia „Na Górce”.

## Komunikacja
Komunikację publiczną w Kępczowicach organizuje Zarząd Transportu Metropolitalnego w Katowicach poprzez przystanek autobusowy Zbrosławice Dom Opieki (linie nr 20, 80, 134, 153, 191, 712, 739, 791).